# Грот Воронцова
Грот Воронцова (Массандровский грот) — образовался после одного из землетрясений из нагромождения больших валунов. Своды — тоже из камней, застрявших между другими.

## Общие сведения
Грот находится северо-западнее Массандровского дворца. Образовался после землетрясения хаотично из огромных камней, упавших со скал, между которыми имеются пустоты в виде гротов и пещер. Массандровский грот небольшой, но внутри очень тёмный. В дореволюционной России это был один из самых посещаемых объектов Крыма.
В 1881 году по указанию князя Семена Михайловича Воронцова (сына М. С. Воронцова) было начато строительство Массандровского дворца, а в гроте прорублены ступени. В 1882 году после смерти князя дворец и парк были выкуплены Александром III.
В гроте на камне вырезан крест. Крест был высечен в память о явлении на этом месте Александру III духа иеромонаха Матфея. Он предсказал гибель Александру III в железнодорожной катастрофе под Харьковом и обещал молитвами отвести беду (эта легенда противоречит действительности: имение было куплено царём в 1889 г., а железнодорожная катастрофа случилась в 1888 г.). И действительно авария случилась у станции Борки, но царская семья осталась жива. В честь этого события Александр III велел в Массандровском гроте высечь крест, устроить площадку и каменные сидения, так как здесь, по легенде, была могила святого Матвея, переведённого в Ялту из Константинопольского монастыря в 1395 году. После этого в грот часто приходила молиться императрица Мария Федоровна.

### Легенды
По одной легенде под камнями и скалами находится до сих пор не найденная одна из крупнейших Крымских пещер, к которой можно попасть через Массандровский грот.
По другой — грот представляет собой заброшенный средневековый монастырь.

### Как добраться
Ближайшие города: Ялта, Бахчисарай, Симферополь.
Идти к Массандровскому дворцу по основной дороге. Не доходя 30 метров до ворот свернуть налево под газовую трубу на тропинку. По ней доходим до бетонных столбов — остатки забора. Выходим за территорию парка и поднимаемся по тропинке на асфальтовую дорогу у ворот. Дорога соединяет первый километр Романовского шоссе и дворец. Продолжаем движение в прежнем направлении. Метров через 30 увидим навал из глыб.
Грот — вправо немного вниз. Потом на развилке влево.